# Sterrhochaeta leucosphena
Sterrhochaeta leucosphena là một loài bướm đêm trong họ Geometridae.